# Atlantic-Fokker C-7
Atlantic-Fokker C-7 – amerykański samolot pasażersko-transportowy z lat 30. XX wieku, wersja rozwojowa C-2A.

## Historia
W latach 20. i 30. XX wieku standardową praktyką United States Army Air Corps (USAAC) było testowanie różnych silników na danym modelu samolotu i nadawanie takiemu samolotowi całkowicie nowego oznaczenia. W 1929 ostatni z zamówionych C-2A (numer seryjny 28-126) otrzymał silniki o większej mocy 300-konne Wright R-975-1 zamiast oryginalnych 220-konnych i został przyjęty do służby jako C-7.  Prędkość przelotowa samolotu z nowymi silnikami wzrosła o ponad 40 kilometrów na godzinę.
Poprawione osiągi samolotu doprowadziły do zamówienia kolejnych sześciu samolotów z silnikami R-975-1, które otrzymały oznaczenie C-7A i które w porównaniu z C-7 były poważnie zmodyfikowane. C-7A składały z części „pożyczonych” z wielu modeli Fokkera, w tym z kadłubów Fokkerów F.10, skrzydeł Fokkerów C-2 i stateczników pionowych i poziomych z bombowca Fokker XLB-2.
C-7 używany był jako samolot pasażerski, rozbił się 24 lutego 1931. Sześć C-7A używanych było w różnych rolach, zazwyczaj do jednej bazy przydzielony był jeden samolot tego typu. Najczęściej służyły jako samoloty pasażerskie i transportowe, używane były także jako latające karetki z miejscem na cztery nosze, lekarza i pielęgniarza. Samoloty zostały wycofane ze służby w połowie lat 30.

## Lista samolotów
Lista samolotów C7/C7A.
| Numer seryjny USAAC | Numer fabryczny | Data wycofania ze służby | Uwagi |
| ------------------- | --------------- | ------------------------ | --- |
| 28-126              | ?               | 24/2/1931                | C-2A przebudowany na XC-7, później C-7, rozbity                                                                        |
| 29-407              | 1501            | 1/11/1934                | Pierwsze oznaczenie XC-7A w kwietniu 1930, przemianowany na C-7A w marcu 1931, złomowany w bazie San Antonio Air Depot |
| 29-408              | 1502?           | 22/10/1934               | Złomowany w bazie Middletown Air Depot                                                                                 |
| 29-409              | 1503?           | 20/8/1934                | Złomowany w bazie San Antonio Air Depot                                                                                |
| 29-410              | 1504?           | 20/8/1934                | Złomowany w bazie Brooks Field                                                                                         |
| 29-411              | 1505?           | 22/4/1936                | Rozbity w styczniu 1936, złomowany                                                                                     |
| 29-412              | 1506?           | ?                        | Po raz ostatni widziany w bazie Scott Field 18/4/1933, dalszy los nieznany                                             |